# Hiunivka, Velîka Bilozerka
Hiunivka (în ucraineană Гюнівка) este localitatea de reședință a comunei Hiunivka din raionul Velîka Bilozerka, regiunea Zaporijjea, Ucraina. În secolul al XIX-lea, satul făcea parte din volostul Verhnii Rohaciîk, uezdul Melitopol, guberniei Taurida.

## Demografie
Componența lingvistică a localității Hiunivka
     Ucraineană (95,14%)
     Rusă (4,86%)
Conform recensământului din 2001, majoritatea populației localității Hiunivka era vorbitoare de ucraineană (95,14%), existând în minoritate și vorbitori de rusă (4,86%).